# La notte in cui si spensero le luci in Georgia
La notte in cui si spensero le luci in Georgia è un film di Ronald F. Maxwell distribuito il 29 maggio 1981.
Il film è stato girato nella Contea di Dade (Georgia).

## Curiosità
- Per questo film, Tanya Tucker ha registrato una cover della canzone The Night the Lights Went Out in Georgia, dal titolo omonimo a quello originale del film.